# Лохшинни
Лохшинни (англ. Loughshinny; ирл. Loch Shionnaigh) — деревня в Ирландии, находится в графстве Фингал (провинция Ленстер).

## Общие сведения
Расположен между переписными посёлками Скеррис и Раш.
Деревня известна главным образом благодаря расположенной в её черте башни Мортелло, а также необычным наскальным рисункам, привлекающим туристов со всего мира.

## Демография
Население — 641 человек (по переписи 2006 года). В 2002 году население составляло 663 человека.
Данные переписи 2006 года:
| Общие демографические показатели |               |                               |                               |      |      |
| Всё население                    | Всё население | Изменения населения 2002—2006 | Изменения населения 2002—2006 | 2006 | 2006 |
| 2002                             | 2006          | чел.                          | %                             | муж. | жен. |
| 663                              | 641           | −22                           | −3,3                          | 325  | 316  |